# Italienischer Steinbeißer
Der Italienische Steinbeißer (Sabanejewia larvata), auch Maskierter Steinbeißer genannt, ist eine benthische Süßwasserfischart aus der Familie Cobitidae (Steinbeißer) innerhalb der Ordnung der Cypriniformes (Karpfenartige).

## Verbreitung, Lebensraum und Biologie

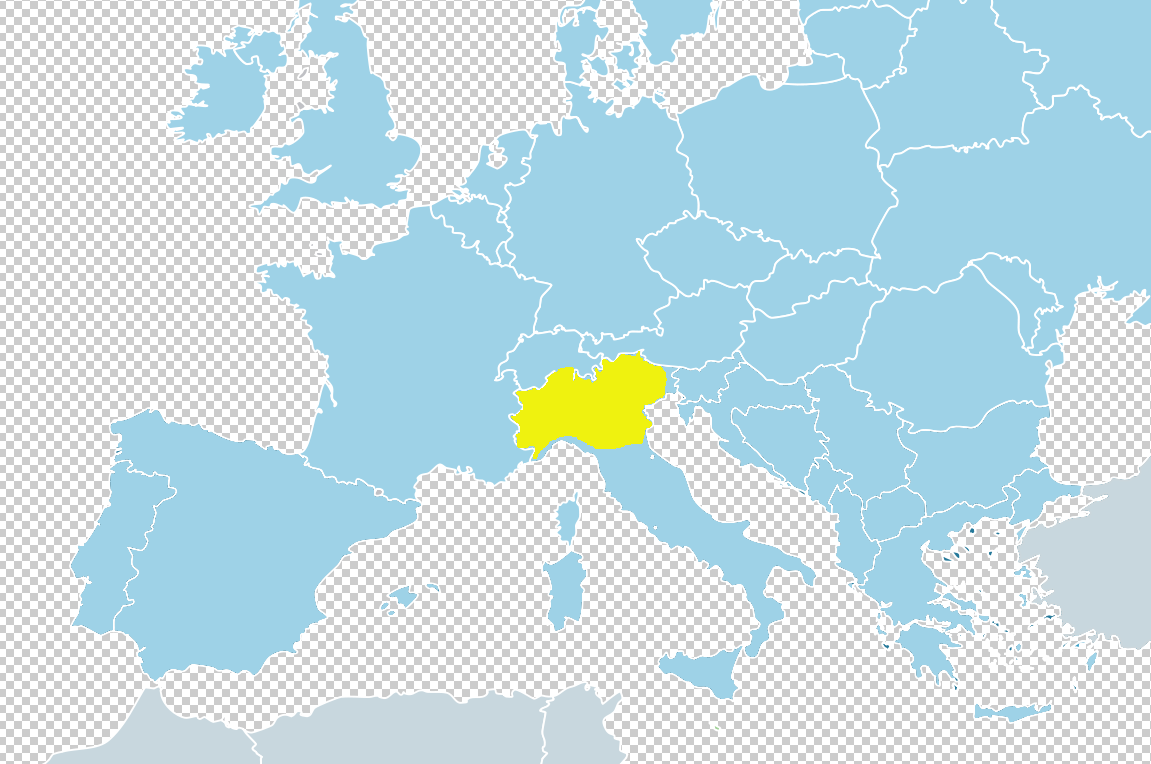
Verbreitungsgebiet

Die Art ist im Einzugsgebiet des Po und der Etsch in Norditalien heimisch, die in das Adriatische Meer münden. Eingeführt wurde sie in den Flusssystemen Ombrone, Tiber und Trasimeno in Mittelitalien.
Der Italienische Steinbeißer bevorzugt Flussabschnitte mit geringer Fließgeschwindigkeit, schlammigen Boden und eine geringe Vegetationsdichte. Die Art erreicht nach zwei Jahren die Geschlechtsreife. Die Laichzeit liegt zwischen Mai und Juli. Als Nahrung dienen Würmer und Insektenlarven, die am Boden des Gewässers leben.
Die Art wird von der IUCN als „nicht gefährdet“ eingestuft.

## Merkmale
Sabanejewia larvata erreicht eine Maximallänge von 9 cm, die meisten Exemplare sind jedoch lediglich 5 cm lang. Charakteristisch für die Art ist ihre Zeichnung. An beiden Körperseiten befindet sich eine mittige Reihe von 15 bis 27 kleinen, runden und dunklen Punkten, die oft auch zu einem unregelmäßigen Band zusammengewachsen sind. Auf der Schwanzflossenbasis befinden sich je zwei runde Flecke, deren Durchmesser genau so groß ist wie der Abstand zueinander.